# 리커 (축구 선수)
리커(중국어: 李可, 병음: Lǐ Kě, 한자음: 리가, 1993년 5월 24일~)는 잉글랜드 출신 중화인민공화국의 축구 선수로 포지션은 수비형 미드필더, 풀백이다. 현재 중국 슈퍼리그의 베이징 궈안과 중국 축구 국가대표팀에서 활동하고 있다. 영어 이름은 니컬러스 해리 예너리스(영어: Nicholas Harry Yennaris, 그리스어: Νικόλας Χάρι Γεννάρης 니콜라스 하리 예나리스[*])였으며 2019년 2월 중화인민공화국으로 귀화하고 이름을 중국어식 '리커'로 개명했다. '니컬러스'의 애칭에서 유래한 니코 예너리스(영어: Nico Yennaris)로도 알려져 있다.
2011년 아스널 FC에서 프로 축구 선수 경력을 시작했고 노츠 카운티 FC, AFC 본머스에서 임대 선수로 활동했다. 2014년 아스널을 떠나 브렌트퍼드 FC로 이적했고 1년 뒤 2015년 위컴 원더러스 FC로 임대를 갔다 왔다. 그는 2019년 브렌트퍼드에서 베이징 궈안으로 이적했다.
리커는 출생 배경으로 인해 성인 국가대표팀으로 그리스 축구 국가대표팀, 키프로스 축구 국가대표팀, 잉글랜드 축구 국가대표팀, 중국 축구 국가대표팀을 선택할 자격을 가지고 있었다. 2009년부터 2012년까지 잉글랜드 연령별 대표팀에서 활동하며 총 10경기에 출전했고, 2019년 베이징 궈안으로 이적한 후 잉글랜드에서 중화인민공화국으로 귀화했다. 그는 2019년 5월 중국 대표팀에 발탁되며 중국 성인 대표팀에 발탁된 첫 번째 귀화 선수가 되었고 2019년 6월 중국 대표팀 데뷔전을 가졌다.